# جیتندرا
جیتندرا (انگلیسی: Jeetendra؛ زادهٔ ۷ آوریل ۱۹۴۲) هنرپیشه و تهیه‌کننده سینما و تلویزیون اهل کشور هند است.
از فیلم‌ها یا برنامه‌های تلویزیونی که وی در آن نقش داشته است می‌توان به دنیای دیوانه اشاره کرد.

## فیلم‌شناسی
فهرست برخی از فیلم‌هایی که جیتندرا در آنها به ایفای نقش پرداخته است:
- قدرت ایمان (۱۹۷۷)
- دنیای دیوانه
- آشا
- دشمنان دنیا
- قلب حقیقت را می‌داند
- اولاد
- مجبور
- مرد شجاع
- مادر
- زهر دار
- افسر پلیس
- بزرگی
- بدهکار به زندگی
- تله عمیق
- اشک‌ها تبدیل شده‌اند به شعله
- بوره روی طلا
- بازی با آتش
- کاروان
- خودخواه
- اسباب‌بازی
- شجاعت و تلاش
- سرگرم‌کننده
- زن متأهل
- قاضی
- آتش و شعله
- خانه جهان
- قربانی
- غیرت
- مقصد
- تحفه
- سرکش
- بهترین دوست
- قاضی چودهری
- نمایشنامه سرنوشت
- انتظار
- انسان اسباب‌بازی است
- دشمن حیات
- از آسمان بلندتر
- شنگرفی
- مار
- مدال طلا
- چهارراه
- تقوا
- همه ما دزد هستیم
- طوفان نفرت
- لبه
- قطار سوزان
- سامرات
- انتقام از آتش
- متهم شد
- زندانی
- وظیفه و قانون
- به صدای من گوش کن
- نور
- حقیقت
- ندای انصاف
- عطر
- یک برادر باید مثل این باشد
- در کف زندگی
- کرم من دین من
- وارث
- دوستی دشمنی
- دیدار یار
- دیوانهٔ تو
- چیزی هست
- تغییر روابط
- عزت خانه
- ثروتمندی و فقیری
- یک اشتباه
- خدای جنایت
- تله
- روش زندگی
- جدایی
- لاو کوش
- جفت روح من
- خدای من
- پریچی
- رنگ
- امپراتور امروز
- زن امروزی
- آخرین شرط
- عشق اینجوری کجاست
- مروارید گرانبها
- رابطه منحصربه‌فرد
- آشنایی
- ارائه
- اولاد
- خواهر بزرگتر
- بانفول
- زلزله
- خداحافظ
- قطره‌ای که مروارید شد
- میل
- سکوت
- مانور
- ترازوی تقوا
- ندای زمین